# Guérin
Guérin ist eine französische Gemeinde mit 247 Einwohnern (Stand 1. Januar 2022) im Département Lot-et-Garonne in der Region Nouvelle-Aquitaine (vor 2016: Aquitanien). Die Gemeinde gehört zum Arrondissement Marmande und zum Kanton Les Forêts de Gascogne.
Der Name der Gemeinde hat seinen Ursprung im germanischen Namen „Warin“.
Die Einwohner werden Guérinais und Guérinaises genannt.

## Geographie
Guérin liegt ca. 13 km südwestlich von Marmande im Landstrich Bazadais der historischen Provinz Gascogne am westlichen Rand des Départements.
Umgeben wird Guérin von den sechs Nachbargemeinden:
| Cocumont   | Montpouillan                                | Samazan |
| Romestaing | Kompassrose, die auf Nachbargemeinden zeigt | Bouglon |
|            | Argenton                                    |         |

Guérin liegt im Einzugsgebiet des Flusses Garonne.
Nebenflüsse der Avance durchqueren das Gebiet der Gemeinde, der Ruisseau d’Argenton und der Ruisseau des Poulets.
Zuflüsse des Sérac entspringen im Gemeindegebiet,
- der Ruisseau d’Esquerdes und
- der Ruisseau de Gouts, im Oberlauf auch Ruisseau de Bitaillet genannt, sowie sein Nebenfluss,
  - der Ruisseau de Fontet.

Ebenso bewässert der Ruisseau de Samadet, ein Nebenfluss des Avançot, das Gemeindegebiet.

## Geschichte
Guérin befindet sich ein einer Zone von zahlreichen archäologischen Funden. Reste eines Bauwerks aus der Antike, Münzen und Keramikscherben sind bei Ausgrabungen zutage getreten.
Im Ancien Régime war die Pfarrgemeinde Teil des Erzpriestertums von Sadirac im Bistum Bazas. Während der Französischen Revolution beschloss der konstitutionelle Klerus, dass Guérin den Status eines Pfarramts behielt. Dennoch wurden das Pfarrhaus und sein Garten als Nationalgut verkauft.
Bei Ausbruch des Zweiten Weltkriegs wurde die Bevölkerung des Elsass evakuiert. Bewohner der Gemeinde Obersaasheim wurden dabei in Guérin und Romestaing aufgenommen.

## Einwohnerentwicklung
Nach Beginn der Aufzeichnungen stieg die Einwohnerzahl bis zur Mitte des 19. Jahrhunderts auf einen Höchststand von rund 495. In der Folgezeit sank die Größe der Gemeinde bei kurzen Erholungsphasen bis zu den 1990er Jahren auf rund 215 Einwohner, bevor eine Phase mit moderatem Wachstum einsetzte.
| Jahr      | 1962 | 1968 | 1975 | 1982 | 1990 | 1999 | 2006 | 2011 | 2022 |
| --------- | ---- | ---- | ---- | ---- | ---- | ---- | ---- | ---- | ---- |
| Einwohner | 272  | 247  | 219  | 227  | 217  | 234  | 235  | 250  | 247  |

## Gemeindepartnerschaft
Guérin unterhält eine Partnerschaft mit Obersaasheim im Département Haut-Rhin im Elsass in der Region Grand Est.

## Sehenswürdigkeiten
- Kirche Notre-Dame im Weiler Fontet, aus dem 13. Jahrhundert, als Monument historique eingeschrieben
- Pfarrkirche Saint-Côme-et-Saint-Damien aus dem 19. Jahrhundert
- Kirche Saint-Christophe im Weiler Esquerdes aus dem 12. Jahrhundert

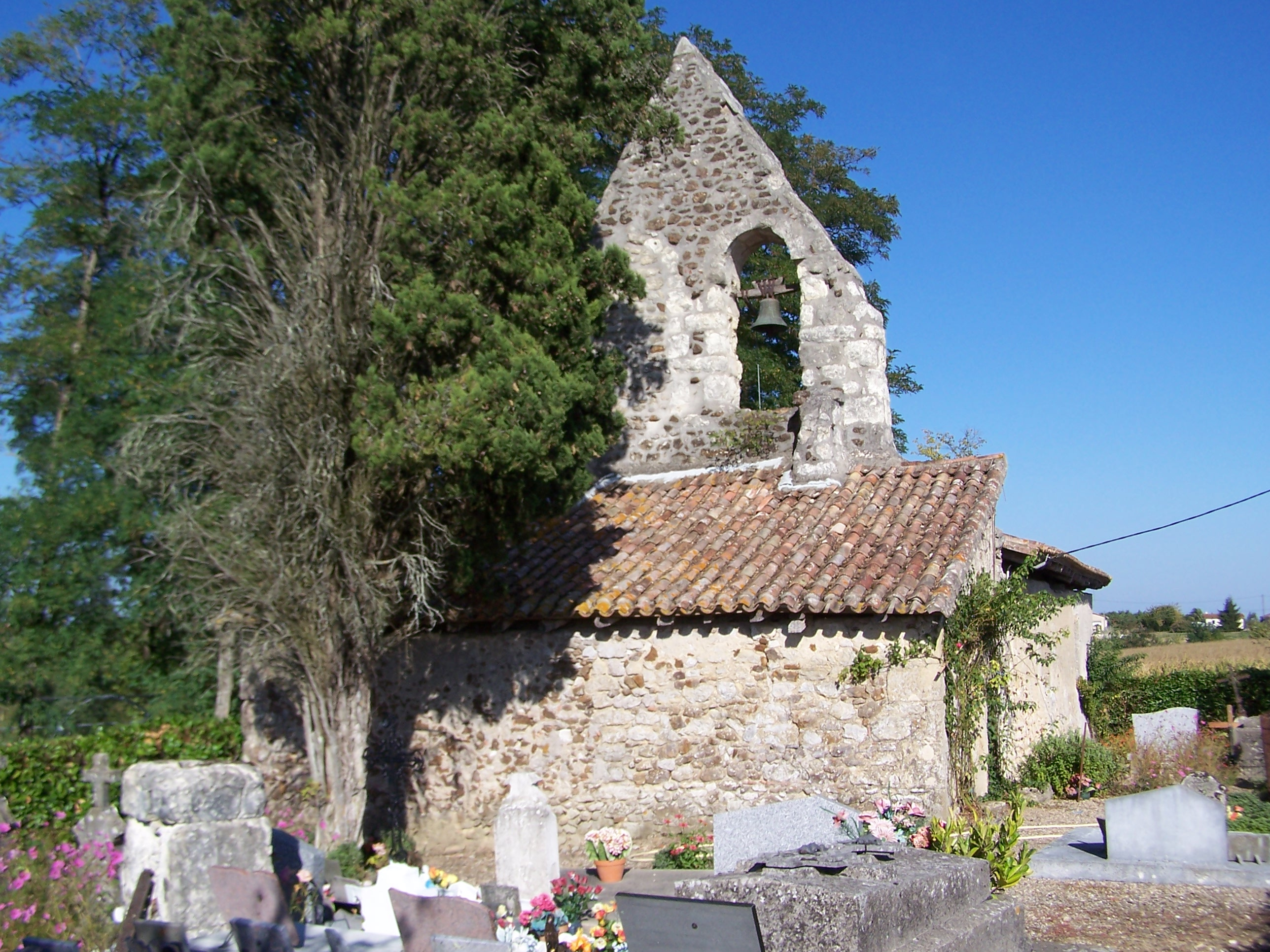
Kirche Notre-Dame
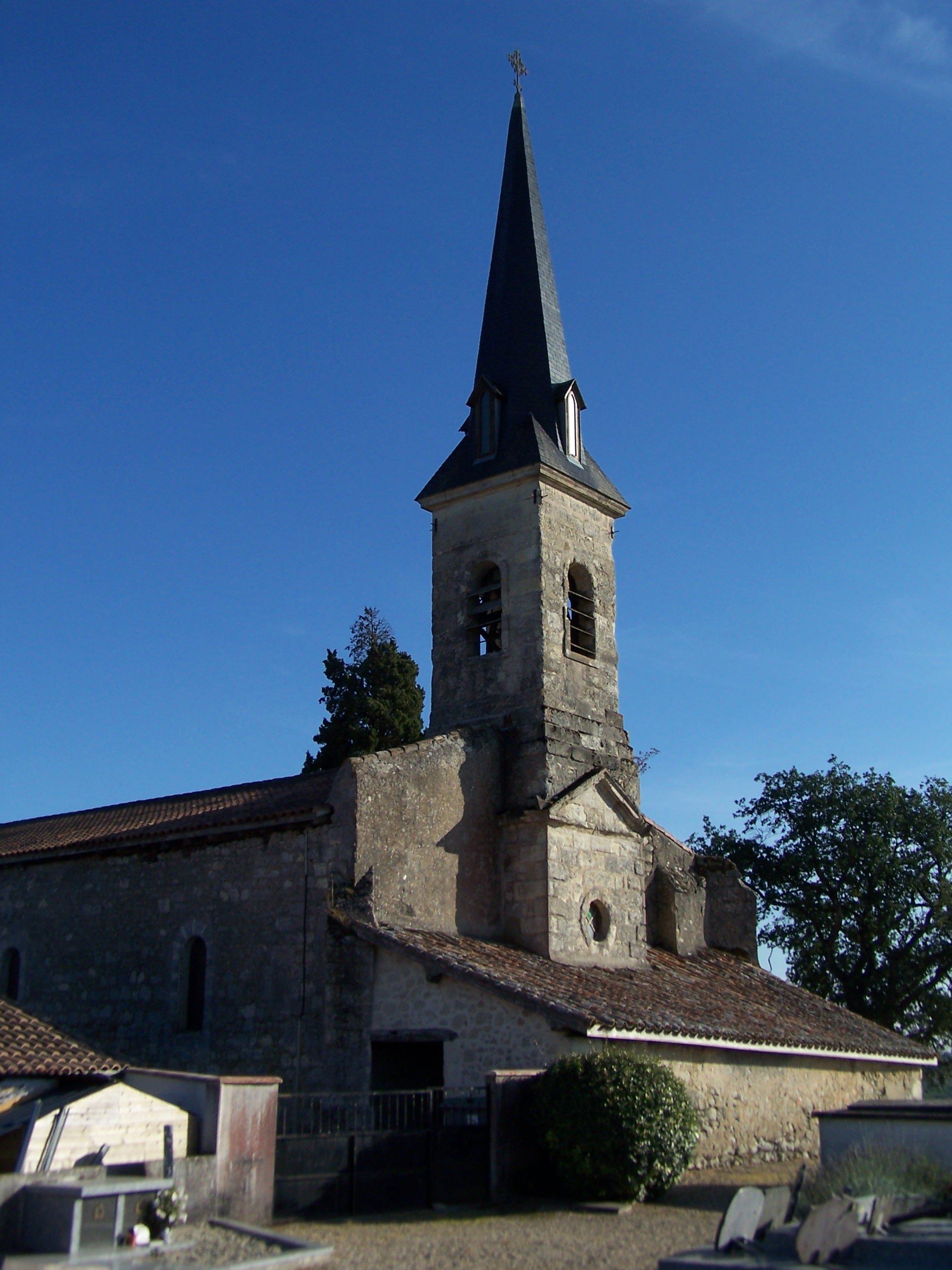
Pfarrkirche Saint-Côme-et-Saint-Damien
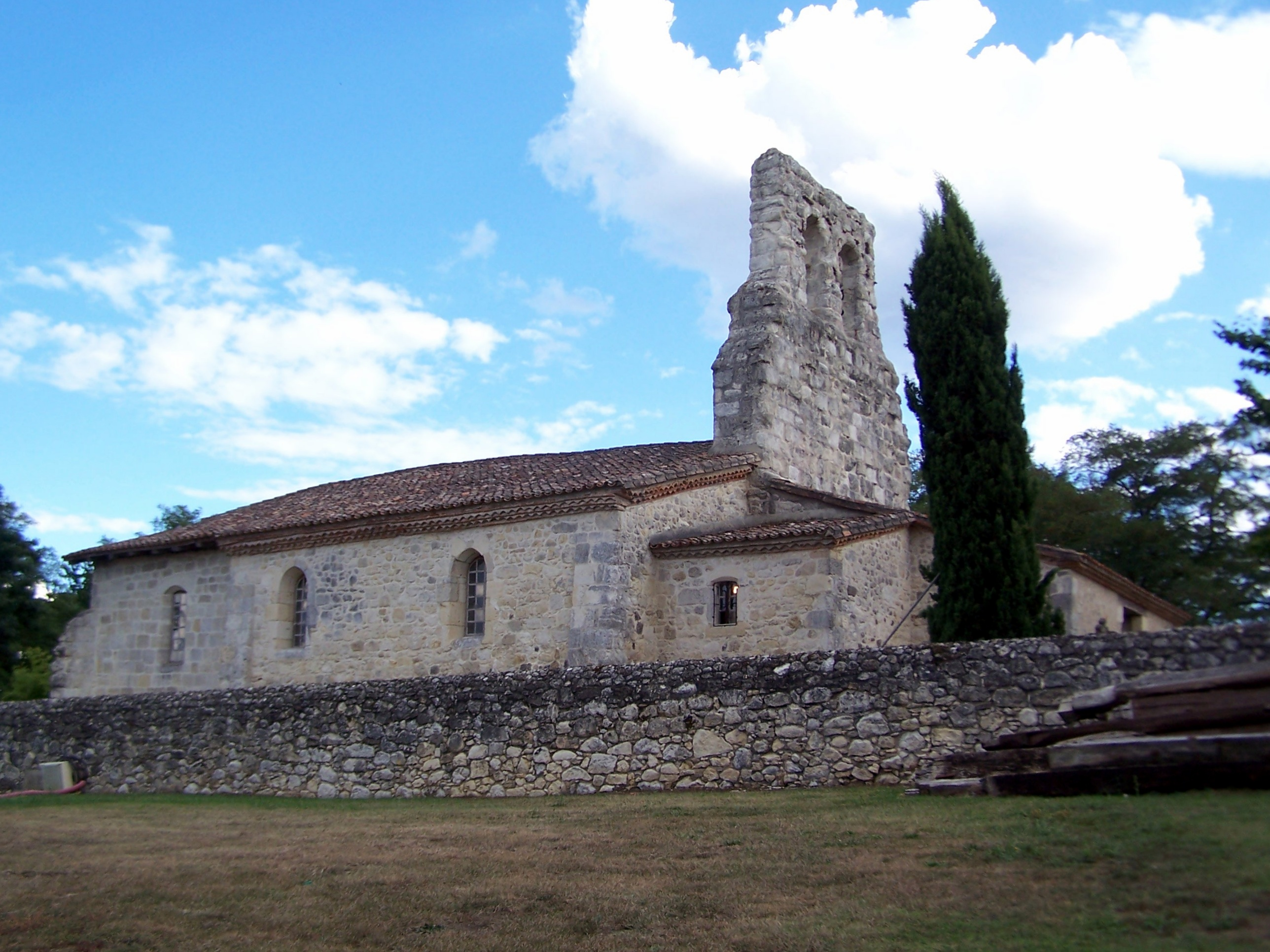
Kirche Saint-Christophe

## Wirtschaft und Infrastruktur
Die Landwirtschaft mit Ackerbau, Weinbau und Gartenbau sowie die Forstwirtschaft sind die wichtigsten Wirtschaftsfaktoren der Gemeinde.
Guérin liegt in der Zone AOC des Côtes du Marmandais (blanc, rosé, rouge).

### Bildung
Die Gemeinde verfügt über eine öffentliche Vorschule mit 18 Schülerinnen und Schülern im Schuljahr 2018/2019.

### Verkehr
Guérin ist erreichbar über die Routes départementales 147 und 289.